# El Sabino, Yurécuaro
El Sabino är en ort i Mexiko.   Den ligger i kommunen Yurécuaro och delstaten Michoacán de Ocampo, i den centrala delen av landet, 300 km väster om huvudstaden Mexico City. El Sabino ligger 1 542 meter över havet och antalet invånare är 105.
Terrängen runt El Sabino är platt åt sydväst, men åt nordost är den kuperad. Runt El Sabino är det ganska tätbefolkat, med 120 invånare per kvadratkilometer. Närmaste större samhälle är Yurécuaro, 3,6 km nordost om El Sabino. Omgivningarna runt El Sabino är en mosaik av jordbruksmark och naturlig växtlighet.